# Linval Joseph
Pour les articles homonymes, voir Joseph.
(en) Statistiques sur pro-football-reference
Linval Clement Joseph, né le 10 octobre 1988 à Sainte-Croix, est un joueur professionnel américain de football américain en National Football League (NFL).
Il joue au poste de defensive tackle pour la franchise des Chargers de Los Angeles après avoir joué pour celle des Giants de New York (entre 2010 et 2013) et celle des Vikings du Minnesota (entre 2014 et 2019). Il avait été libéré le 13 mars 2020 par les Vikings.